# Falatin
Falatin (en francès Felletin) és una comuna (municipi) de França, a la regió de la Nova Aquitània, departament de la Cruesa. És la capçalera del cantó del seu nom.
La seva població al cens de 1999 era de 1.892 habitants. Està integrada a la Communauté de communes d'Aubusson-Felletin.

## Demografia
| 1968 | 1975 | 1982 | 1990 | 1999 |
| ---- | ---- | ---- | ---- | ---- |
| 2278 | 2291 | 2196 | 1985 | 1892 |

## Administració
| Període   | Identitat     | Partit        |
| --------- | ------------- | ------------- |
| 1995-2009 | Michel Pinton | Divers droite |
| 2009-     | Renée Nicoux  | PS            |

## Agermanaments
- Schladming